# Tony Schiena
Antonio Schiena, bardziej znany jako Tony Schiena (ur. w Springs w Południowej Afryce, w prowincji Gauteng) – amerykański aktor, producent filmowy, kaskader i zawodnik MMA.

## Życiorys
Urodził się i dorastał w Południowej Afryce jako syn (ma brata i siostrę) Franco i Magriet Schienów. Zdobył 4 dan w karate shotokan. W 2001 r. wywalczył indywidualnie i drużynowo dwa tytuły mistrzowskie na Otwartych Mistrzostwach Świata w Karate Tradycyjnym. Trenował policjantów Południowej Afryki w walce wręcz.
Podczas wykonywania pracy w ochronie, został odkryty przez włosko-amerykańskiego producenta filmowego Juliusa R Nasso. Rozpoczął karierę w branży filmowej rolą Leonardo w ekranizacji sztuki Williama Szekspira Kupiec wenecki (The Merchant Of Venice, 2004) u boku Ala Pacino i Jeremy'ego Ironsa. Następnie zagrał główną rolę w thrillerze Mściciel (Wake Of Death, 2004) z Jean-Claude Van Damme.

## Filmografia
- 2004: Kupiec wenecki (The Merchant Of Venice) jako Leonardo
- 2004: Mściciel (Wake Of Death) jako Tony
- 2005: Dziewczyna numer jeden (The Number One Girl) jako Joey Scalini
- 2005: CSI: Kryminalne zagadki Nowego Jorku (CSI: NY) jako Paul Martin
- 2006: Saurian (TV) jako dr Kerwin Mathers
- 2009: The Bleeding jako Johnny zboczeniec
- 2010: Na dnie piekła (Locked Down) jako Danny
- 2010: Krwawe wyzwanie (Circle of Pain) jako Dalton Hunt
- 2011: Złoto i piękno (The Gold & the Beautiful) jako Maxwell 'Max' Belvedere
- 2011: Dzika Salome (Wilde Salome) jako Żołnierz
- 2012: Cień ludzki (Shadow People) jako Robert